# Aroa quadrimaculata
Aroa quadrimaculata är en fjärilsart som beskrevs av Antonius Johannes Theodorus Janse 1915. Aroa quadrimaculata ingår i släktet Aroa och familjen tofsspinnare. Inga underarter finns listade i Catalogue of Life.